# Verquières
Verquières ist eine französische Gemeinde mit 775 Einwohnern (Stand 1. Januar 2022) im Département Bouches-du-Rhône in der Region Provence-Alpes-Côte d’Azur.

## Geografie
Der Ort Verquières liegt im Nordwesten des Départements Bouches-du-Rhône und im Tal Durance; dieser einige Kilometer weiter nordöstlich verlaufende Fluss stellt die Grenze zum benachbarten Département Vaucluse dar. Wenngleich die Gemeinde noch Teil des Tals ist, beginnt hinter ihrem Südrand das Hügelland der Alpilles. Rund zehn Kilometer südwestlich befindet sich Saint-Rémy-de-Provence und knapp zwanzig Kilometer in nordwestliche Richtung liegt die Stadt Avignon. Am nordöstlichen Gemeinderand entlang verläuft die Anbindung an Avignon und Orgon darstellt.
Die Nachbargemeinden von Verquières sind Noves im Westen und Norden sowie Saint-Andiol im Osten und Süden. Das Siedlungsgebiet des zu Noves gehörenden Ortsteils Les Paluds de Noves beginnt unmittelbar hinter der westlichen Grenze von Verquières.

## Geschichte und Kultur
Im Ortszentrum befinden sich in unmittelbarer Nähe zueinander die Dorfkirche, eine Schule und die der Gemeindeverwaltung dienende Mairie. Die Kirche, die den Namen Saint-Vérédème trägt, wurde im romanischen Stil erbaut. Sie wurde von 1842 bis 1845 erweitert und besitzt seither sechs kleine Seitenkapellen. Ihr Glockenturm besteht aus zwei übereinanderliegenden Etagen, die an den Außenseiten von Rundbögen getragen werden, und ist als Monument historique klassifiziert. Überdies befinden sich im inneren der Kirche mehrere Statuen aus Holz, die Heilige darstellen. Die Fassade des Gebäudes wurde 1971 restauriert.
Über das Gemeindegebiet verstreut finden sich einige Kreuze aus Eisen, die auf Initiative des örtlichen Pfarrers Roy während seiner von 1876 bis 1894 dauernden Amtszeit entstanden. Nahe dem westlichen Ortsausgang liegt am Straßenrand ein Schrein mit einer Figur des Heiligen Gens du Beaucet. Bis ins 20. Jahrhundert hinein fand ihm zu Ehren eine Pilgerfahrt statt, wobei der Heilige für genügend Regen sorgen sollte. Direkt am westlichen Ende des Ortes existiert ein Park, zu dem ein ehemaliger Taubenschlag gehört. Dieses Gelände trägt den Namen Domaine de Beauplan.
In landwirtschaftlicher Hinsicht spielt die Obst- und Gemüseproduktion eine hervorgehobene Rolle. Samstagmorgens findet einen Wochenmarkt statt.

## Bevölkerungsentwicklung
| Jahr      | 1962 | 1968 | 1975 | 1982 | 1990 | 1999 | 2011 | 2017 |
| Einwohner | 296  | 335  | 316  | 508  | 654  | 801  | 815  | 818  |

Während der Französischen Revolution lag die Bevölkerungszahl 1793 lediglich bei 74. Sie wuchs im Verlauf des 19. Jahrhunderts deutlich an, sodass im Jahr 1901 bereits 216 Bewohner erfasst wurden. Sie wuchs anschließend moderat und lag 1975 bei 375 Menschen, ehe sie im späten 20. Jahrhundert einen deutlichen Schub erhielt und an dessen Ende rund 800 Einwohner in Verquières lebten.